# Báquides (obra)
Báquides o Las gemelas es una obra de teatro del comediógrafo latino Plauto.
El poeta Plauto le dio el título de Las Báquides porque en efecto las dos heroínas de la comedia son dos huérfanas samias cuyos padres las llamaron así porque estaban iniciados en los misterios de Baco.
El prólogo y el principio de esta pieza se perdieron del siglo IV al VI.

## Argumento
Las dos jóvenes gemelas se parecen como dos gotas de agua. Pobres y huérfanas, ponen precio a su hermosura.
Una de ellas se establece en Atenas. Mnesíloco, hijo del viejo Nicóbulo, ve a la seductora meretriz y queda presa de sus encantos, pero el enamorado mancebo tiene precisión de hacer un viaje a Éfeso por encargo de su padre. La comisión que lleva lo retiene en esta ciudad durante dos largos años y allí sabe por unos viajeros que su amante se ha fugado. Desolado, escribe a su camarada y gran amigo Pistóclero para que averigüe el paradero de ella. En efecto, la meretriz se fue a Creta en busca de su hermana, y hace poco que ha vuelto a Atenas con ella. 
Pistóclero cumple el encargo de su amigo, mas al cumplirlo cae a su vez en las redes de la otra Báquide, a pesar de las predicaciones y advertencias de su honrado maestro Lido. Al volver Mnesíloco, el pedagogo le pone al corriente de los amores de Pistóclero y Báquide. De ignorar Mnesíloco que las Báquides son dos y de la semejanza de ambas nace el enredo: Mnesíloco cree que la Báquide de su amigo es la suya y se enfada con ella y con él. Se convence después de que su enojo es infundado cuando se entera de que son dos e iguales las meretrices. Cada uno de los dos amigos se queda con la suya y ambos se procuran fondos para entregarse a los placeres.

## Personajes
Véase Personajes comunes de la comedia romana
Véase Personajes típicos de la comedia plautina
- El joven PISTÓCLERO (PISTOCLERVS ADVLESCENS).

- Las hermanas meretrices BAQUIS y BAQUIS
  - (BACCHIS-
  - BACCHIS-
  - SORORES MERETRICES).

- El pedagogo LIDO (LYDUS PAEDAGOGUS).

- El esclavo[7] CRÍSALO (CHRYSALVS SERVVS).

- El viejo NICÓBULO[8] (NICOBVLVS SENEX).

- El joven MNESÍLOCO (MNESILOCHVS ADVLESCENS).

- El viejo FILÓXENO[9] (PHILOXENVS SENEX).

- El PARÁSITO[10] (PARASITVS).

- Un NIÑO (PVER).

- El lorario ARTAMÓN (ARTAMO LORARIVS).

- El soldado CLEÓMACO[11] (CLEOMACHVS MILES).

## Comentario
En esta pieza cómica se presenta la costumbre de alquilar una mujer sus encantos por tiempo determinado. Una de las meretrices se ajusta por un año con un rico militar por el precio de veinte minas. Con este motivo, intervienen en la acción dos personajes cómicos: un pobre parásito del capitán Cleómaco que, por acudir a casa de las meretrices reclamando que cumplan el pacto convenido con su amo, es despachado con una paliza; y un siervo enredador que media en las intrigas amorosas de los dos jóvenes y que, con sus ardides y sus trapacerías, no solo les consigue el dinero que necesitan para librar a la comprometida Báquide de su empeño y para sus goces y liviandades, sino que además logra introducir a los ancianos padres en el burdel de las hijas.
Como se ve, en el antiguo teatro romano, sin ofensa del sentido moral reinante y aún en armonía con él, se presentaban estos cuadros demasiado al desnudo proponiéndose sin duda hacer odioso el vicio con mostrarlo en toda su repugnante y ridícula desnudez.